# Bernhard Blume (Literaturwissenschaftler)
Bernhard Walter Blume (geboren 7. April 1901  in Stuttgart; gestorben 22. Juli 1978 in La Jolla) war ein deutschamerikanischer Dramatiker und Literaturwissenschaftler.

## Leben
Bernhard Blume war ein Sohn des kaufmännischen Angestellten Paul Blume und der Hedwig Grabowski. Er besuchte in Esslingen das Realgymnasium (das heutige Georgii-Gymnasium) und studierte ab 1923 Germanistik und neue Sprachen in München und Berlin. Er legte 1923 in Tübingen das Staatsexamen für das Lehramt ab, ging aber nicht in die Schule, sondern 1924 als Dramaturg ans Oberschlesische „Theater Dreier Städte“ (Gleiwitz, Hindenburg O.S. und Beuthen O.S.). Ab 1926 arbeitete er als freiberuflicher Dramatiker und zog nach Stuttgart, wo er am Stuttgarter Landestheater als Dramaturg beschäftigt war, Theaterkritiken für die Zeitung schrieb und Stücke schrieb, die an verschiedenen Bühnen des Deutschen Reichs uraufgeführt wurden. Blume heiratete 1926 Carola Rosenberg (1899–1987). Sie hatten zwei Kinder. Neben seiner schriftstellerischen Tätigkeit studierte Blume 1931/32 nochmals Literaturwissenschaft an der Technischen Hochschule Stuttgart und wurde 1935 bei Hermann Pongs und Fritz Giese mit einer Dissertation über Arthur Schnitzler promoviert.
Nach der Machtübergabe an die Nationalsozialisten 1933 wurde seine Frau Carola Blume am 1. April des Jahres als Leiterin der Frauenabteilung der Stuttgarter Volkshochschule als Jüdin entlassen. Sein Lustspiel „Feurio!“ wurde auf Druck der Nazis vom Spielplan abgesetzt. Doch Blume genoss die Protektion seines Freundes, Nationalsozialisten und nunmehrigen Gaukulturwarts Georg Schmückle. Er wurde Mitglied der Reichsschrifttumskammer, sein Drama „Schwertbrüder“ wurde am Staatstheater Karlsruhe in einer geschlossenen Festveranstaltung vor SA-Leuten uraufgeführt, sein Stück „Schatzgräber und Matrosen“ wurde in der Reichshauptstadt im Theater der Jugend inszeniert. Seine Hörfunkbearbeitung von Walter Erich Schäfers „18. Oktober“ wurde am 21. März 1933 reichsweit gesendet. Blume war also auf bestem Wege, seine Theaterkarriere, wie sein Stuttgarter Dramaturgenkollege Schäfer, im nationalsozialistischen Deutschland fortzusetzen, wenn er nicht durch seine Ehefrau als „jüdisch versippt“ gegolten hätte.
Als infolge der Nürnberger Gesetze im September 1935 auch die Protektion keine Hilfe mehr war, fuhr Blumes Frau im November zur Erkundung in die USA und kam mit einem Forschungsstipendium für ein Jahr für sich, mit einer Gastprofessur für Bernhard Blume für ein Jahr an einem Mädchen-College in Kalifornien und mit Affidavits für die vier Familienmitglieder zurück. Am 30. April 1936 erreichte die Familie New York. Carola Blumes Verwandte in Europa wurden Opfer der Judenvernichtung durch die Deutschen. In den USA schloss Blume sich nach einigen geistigen Umwegen dem Kreis um den Emigranten Thomas Mann an.
Blumes Gastprofessur am Mills College wurde im Folgejahr in eine feste Stelle als Dozent umgewandelt und 1941 in eine Professur. 1942 erhielt die Familie die amerikanische Staatsbürgerschaft. Er wechselte 1945 an die Ohio State University und 1956 – sein Nachfolger dort wurde der ebenfalls aus Deutschland emigrierte Dieter Cunz – an die Harvard University, wo er 1966 emeritiert wurde. Er lehrte dann noch bis 1971 an der University of California, San Diego.
Blumes wissenschaftliche Arbeit wurde 1954 und 1963 mit einem Guggenheim-Stipendium gefördert, 1970 wurde er Fellow der American Academy of Arts and Sciences. Er wurde 1965 mit der Ehrendoktorwürde des Mills College und 1972 der Washington University in St. Louis ausgezeichnet. 1967 erschien für ihn eine Festschrift. Er wurde 1957 als korrespondierendes Mitglied in die Deutsche Akademie für Sprache und Dichtung aufgenommen. Seine Autobiographie erschien postum.

## Schriften (Auswahl)

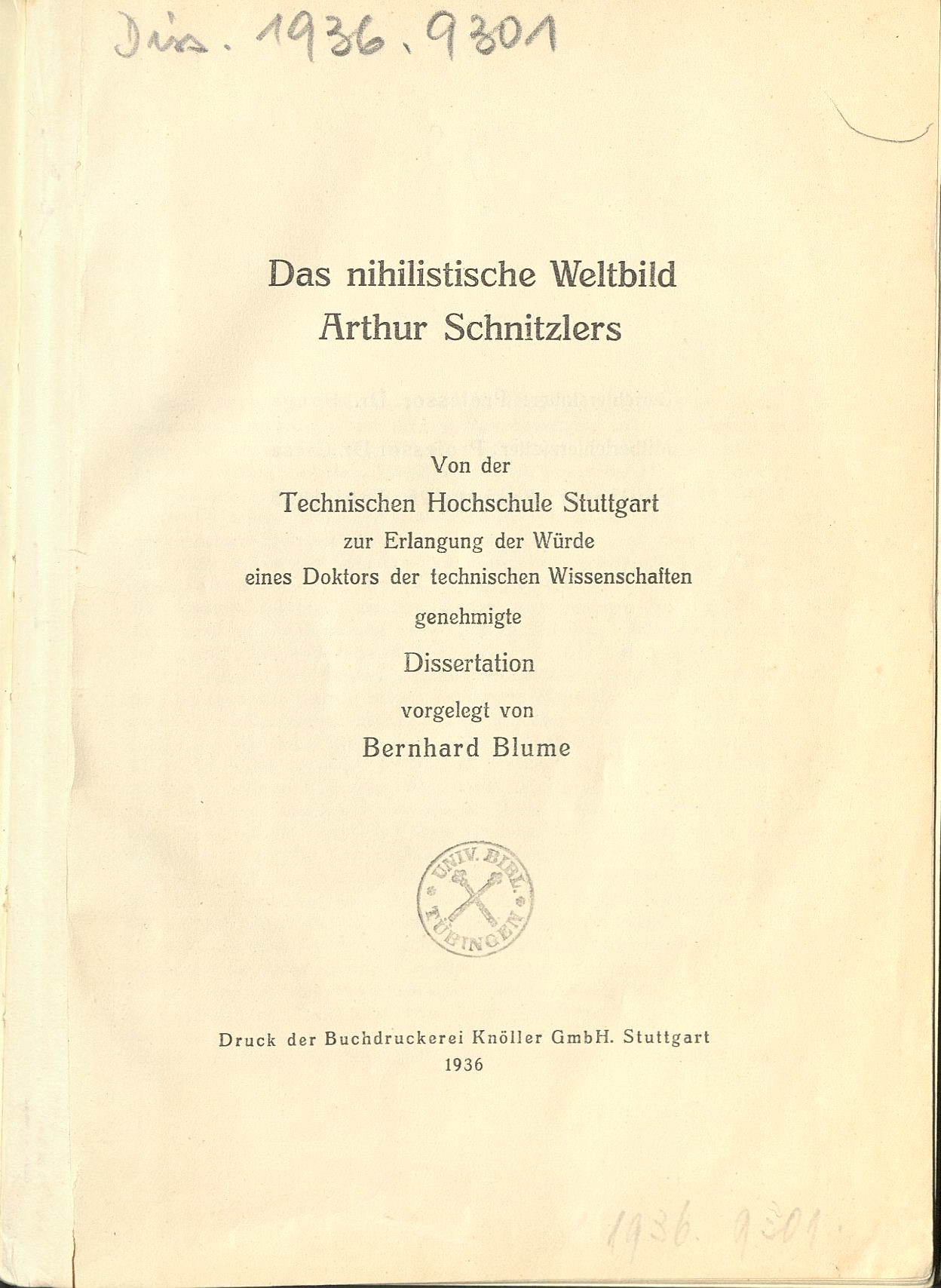
Dissertation (1936)

- Fahrt nach der Südsee. Ein Stück in 3 Akten. München: Georg Müller, 1924
- Bonaparte. Ein Stück in 3 Akten. München: Georg Müller, 1926
- Treibjagd. Ein Stück in 3 Akten. München: Georg Müller, 1927
- Feurio! Ein Lustspiel. Stuttgart: Chronos, 1928
- Im Namen des Volkes! Ein Stück.  Stuttgart: Chronos, 1929 (über Sacco und Vanzetti)
- Gelegenheit macht Diebe. Ein Lustspiel in 3 Akten. Nach einer Erzählung von Marcel Achard. Stuttgart: Chronos, 1930
- Schatzgräber und Matrosen. Ein Stück in 3 Akten. Nach Robert Louis Stevensons Erzählung Die Schatzinsel. Leipzig: Dietzmann, 1933
- Die Schwertbrüder. Ein Schauspiel in drei Akten. Leipzig: Dietzmann, 1935
- Das Wirtshaus zum roten Husaren. Roman. Berlin: Schützen, 1936
- Das nihilistische Weltbild Arthur Schnitzlers. Stuttgart: Knöller, 1936 Stuttgart, Techn. Hochsch., Diss., 1935
- Hitler’s »Mein Kampf«. Oakland: Eucalyptus, 1939. Vortrag, 13 Seiten
- The Revolution of Nihilism: An Interpretation of the Works of Hermann Rauschning. Oakland: Eucalyptus, 1942. Vortrag, 17 Seiten
- Thomas Mann und Goethe. Bern: Francke, 1949
- Aufsätze aus dem »Stuttgarter Neuen Tagblatt« und der »Stuttgarter Zeitung«, 1933–1966. Stuttgart: Turmhaus
- Roy Harvey Pearce, Bernhard Blume (Hrsg.): Sigurd Burckhardt. The Drama of Language: Essays on Goethe and Kleist. Baltimore: Johns Hopkins Press, 1970
- (Hrsg.): Rainer Maria Rilke. Briefe an Sidonie Nádherný von Borutin. Frankfurt am Main: Insel, 1973
- Bernhard Blume, Henry J. Schmidt (Hrsg.): German Literature: Texts and Contexts. New York: McGraw-Hill, 1974
- Existenz und Dichtung. Essays und Aufsätze. Hrsg. Egon Schwarz. Frankfurt am Main: Insel, 1980
- Narziß mit Brille. Kapitel einer Autobiographie. Hrsg. Egon Schwarz, Fritz Martini. Heidelberg: Lambert Schneider, 1985
  - A Life in Two Worlds: An Experiment in Autobiography. Übersetzung ins Englische Hunter Hannum, Hildegard Hannum. New York: Peter Lang, 1992

## Hörspiele (Auswahl)
- 1948: Robert Louis Stevenson: Schatzgräber und Matrosen (Bearbeitung (Wort)) – Regie: N. N. (Hörspielbearbeitung – Radio Frankfurt)[3]

## Literatur

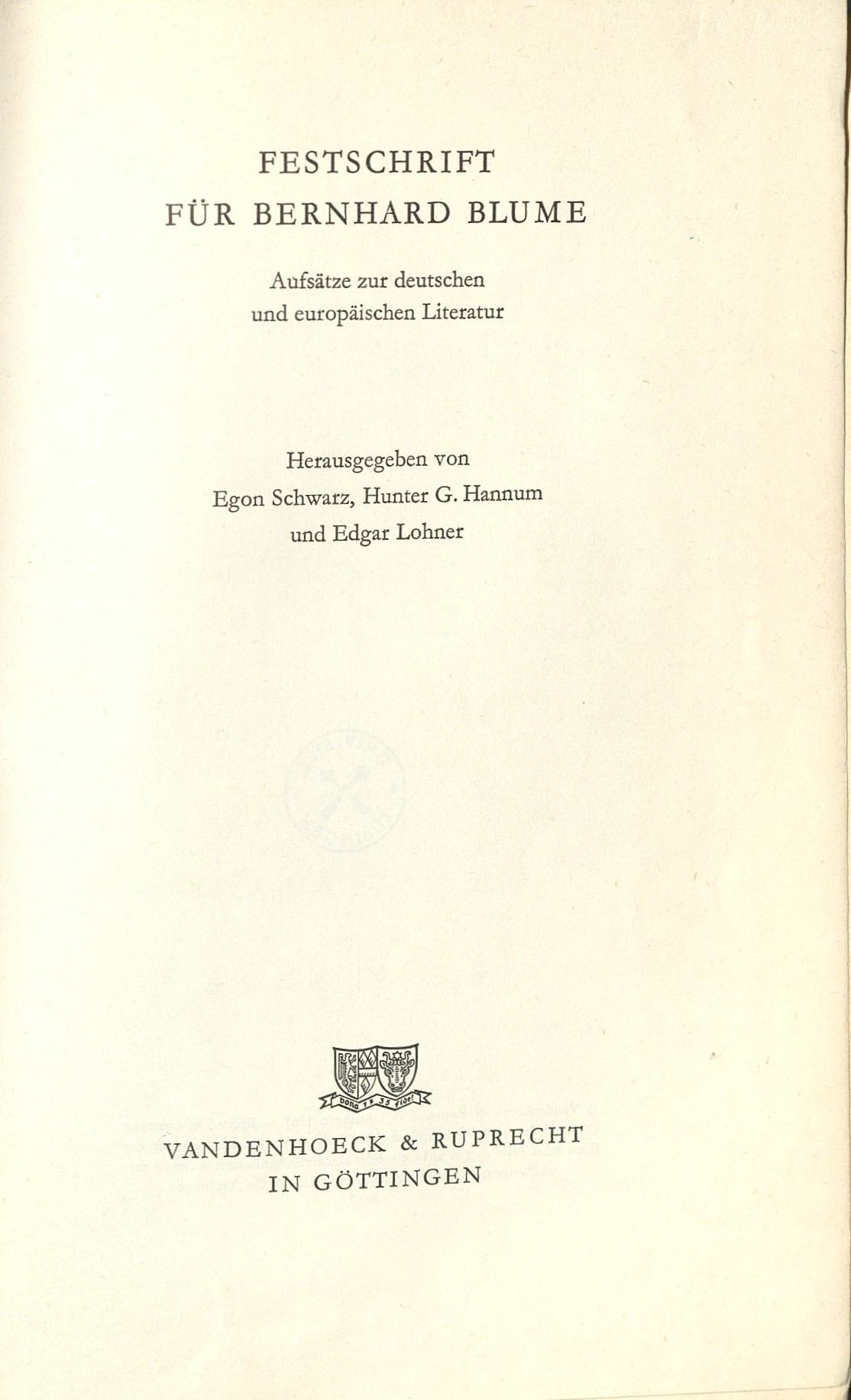
Festschrift (1967)